# Памятник жертвам политических репрессий (Волгоград)
Памятник жертвам политических репрессий («Уходящие в небо») — памятник в Волгограде, расположенный на пересечении улиц Чуйкова и Наумова.
Волгоградская областная ассоциация жертв незаконных политических репрессий работала над открытием памятника на протяжении десяти лет. Первый проект был создан в середине 1990-х годов Анатолием Тамаровым, была утверждена смета, но скульптор был убит в своей студии. Попытка приурочить открытие памятника к 70-й годовщине начала репрессий (30 октября 2007 года) также не удалась, по мнению активистов — из-за финансирования по остаточному принципу.
Возведение монумента обошлось в три миллиона рублей. Памятник был открыт 24 декабря 2008 года, в открытии участвовали освятивший монумент митрополит Камышинский и Волгоградский Герман, представители Волгоградской областной ассоциации жертв незаконных политических репрессий и молодёжных организаций.
Автор проекта — Виктор Фетисов. Мемориал состоит из трёх гранитных глыб, одна из которых расположена горизонтально, две — вертикально. На горизонтальной части памятника сделана надпись «Жертвам политических репрессий», с тыльной стороны — «1917—1956». На одном из вертикальных камней изображены уходящие вдаль многочисленные люди (репрессированные), на второй — небольшая группа возвращающихся из лагерей.
К памятнику возлагают цветы в День памяти жертв политических репрессий.
В августе 2022 года отмечалось, что памятник разрушается, есть трещины как на бетонном основании, так и на гранитной части, и есть риск падения глыб. Мэрия Волгограда анонсировала проведение ремонтных работ в первой половине 2022 года, но не начала их.
В ста метрах от мемориала 1 февраля 2023 года был открыт памятник Иосифу Сталину.